# Liste des épisodes de One Piece (Saga Thriller Bark)
 (août 2025).
 (août 2025).
Si vous disposez d'ouvrages ou d'articles de référence ou si vous connaissez des sites web de qualité traitant du thème abordé ici, merci de compléter l'article en donnant les références utiles à sa vérifiabilité et en les liant à la section « Notes et références ».
Chronologie
Water Seven Guerre au Sommet
Cet article liste les épisodes de la saga Thriller Bark de One Piece.

## Générique
Deux génériques ont été utilisés lors de la saga Thriller Bark :
- Jungle P de 5050 (fifty fifty) (épisodes 326 à 372)
- We Are! (Remix) de Tohoshinki (épisodes 373 à 394)

## Saison 9 (suite)

### ArcLovely Land
Le Thousand Sunny traverse le détroit de glace, territoire d'une famille de chasseurs de primes.
| No | Titre français                                                                               | Titre japonais                       | Titre japonais                                             | Date de 1re diffusion |
| No | Titre français                                                                               | Kanji                                | Rōmaji                                                     | Date de 1re diffusion |
| --- | -------------------------------------------------------------------------------------------- | ------------------------------------ | ---------------------------------------------------------- | --------------------- |
| 326 | Un mystérieux équipage ! Le Sunny et un piège dangereux.                                     | 謎の海賊ご一行！サニー呉と危険な罠   | Nazo no kaizoku go ikkō ! Sunny gō to kiken na wana        | 14 octobre 2007       |
| [Chapitre 442] - Alors que les membres de l'équipage découvrent avec joie leur nouveau navire, ils croisent un mystérieux navire semblant abandonné. |                                                                                              |                                      |                                                            |                       |
| 327 | Le Sunny en danger ! Rugis, mystérieux système supersonique!                                 | サニー号ピンチ!唸れ超速の秘密メカ    | Sunny gō pinchi ! Unare chōsoku no himitsu meka            | 21 octobre 2007       |
| [Filler] |                                                                                              |                                      |                                                            |                       |
| 328 | Un rêve englouti par le nouveau monde ! Puzzle, un pirate désespéré.                         | 新世界に沈む夢!失意の海賊パズール    | Shin sekai ni shizumu yume ! Shitsui no kaizoku Puzzle     | 28 octobre 2007       |
| [Filler] |                                                                                              |                                      |                                                            |                       |
| 329 | Les assassins attaquent ! Début d'une grande bataille sur la glace.                          | 襲い来る刺客たち！氷上大バトル開始   | Osoikuru shikaku tachi ! Hyoujou dai battle kaishi         | 4 novembre 2007       |
| [Filler] |                                                                                              |                                      |                                                            |                       |
| 330 | L'équipage au chapeau de paille a du mal ! L'esprit de la piraterie mise tout sur un drapeau | 大苦戦麦わら一味！旗にかける海賊魂   | Dai kusen mugiwara ichimi ! Hata ni kakeru kaizoku tamashī | 11 novembre 2007      |
| [Filler] |                                                                                              |                                      |                                                            |                       |
| 331 | Tout le monde est chaud bouillant ! Le pouvoir magnétique des jumeaux.                       | 暑苦しさ全開！迫る双子の磁力パワー   | Atsukurushisa zenkai ! Semaru futago no jiryoku power      | 18 novembre 2007      |
| [Filler] |                                                                                              |                                      |                                                            |                       |
| 332 | Une résidence plongée dans le chaos ! Don se fâche et l'équipage est prisonnier.             | 大混乱の館！怒るドンと囚われの一味   | Dai konran no yakata ! Ikaru Don to toraware no ichimi     | 25 novembre 2007      |
| [Filler] |                                                                                              |                                      |                                                            |                       |
| 333 | Le Phénix ressuscite ! Le rêve du drapeau pirate, une promesse faite à un ami.               | 不死鳥ふたたび！友に誓う海賊旗の夢   | Fushichō futatabi ! Tomo ni chikau kaizokuki no yume       | 2 décembre 2007       |
| [Filler] |                                                                                              |                                      |                                                            |                       |
| 334 | Affrontement chaud bouillant ! Luffy contre Don l'incandescent.                              | アツアツ超決戦！ルフィＶＳ灼熱のドン | Atsu Atsu chōkessen ! Luffy VS shakunetsu no Don           | 9 décembre 2007       |
| [Filler] |                                                                                              |                                      |                                                            |                       |
| 335 | Je t'attendrai dans le Nouveau Monde ! Adieu aux valeureux pirates!                          | 新世界で待つ！勇ましき海賊との別れ   | Shin sekai de matsu ! Isamashiki kaizoku to no wakare      | 16 décembre 2007      |
| [Filler] |                                                                                              |                                      |                                                            |                       |
| 336 | Chopperman entre en action ! Il faut protéger la chaîne de télévision en bord de plage       | 出動チョッパーマン！守れ渚のＴＶ局   | Shutsudō Chopperman ! Mamore nagisa no terebi kyoku        | 23 décembre 2007      |
| [Filler] |                                                                                              |                                      |                                                            |                       |

## Saison 10

### ArcThriller Bark
| No | Titre français                                                                                  | Titre japonais                                 | Titre japonais                                                  | Date de 1re diffusion |
| No | Titre français                                                                                  | Kanji                                          | Rōmaji                                                          | Date de 1re diffusion |
| --- | ----------------------------------------------------------------------------------------------- | ---------------------------------------------- | --------------------------------------------------------------- | --------------------- |
| 337 | Entrée sur la mer du diable ! Le mystérieux squelette flottant dans la brume.                   | 魔の海突入！霧に浮かぶ謎のガイコツ             | Ma no umi totsunyū ! Kiri ni ukabu nazo no gaikotsu             | 6 janvier 2008        |
| [Chapitre 442] - L'Équipage du Chapeau de Paille découvre un baril au milieu de l'océan.Après l'avoir ouvert,une fusée rouge décolle vers le ciel.Puis le Thousand se retrouve pris au piège dans le triangle de Florian où il rencontre un navire en ruine. Luffy, Nami et Sanji montent à bord et rencontrent un squelette vivant auquel Luffy demande immédiatement de rejoindre son équipage. |                                                                                                 |                                                |                                                                 |                       |
| 338 | Quelle joie de voir des gens ! La vraie nature du gentleman squelette.                          | 人に逢えた喜び！ガイコツ紳士の正体             | Hito ni aeta yorokobi ! Gaikotsu shinshi no shōtai              | 13 janvier 2008       |
| [Chapitre 443] - À bord du Thousand Sunny, Brook raconte son histoire de musicien, et de pirate avant d'être tué. Il expliqua qu'il a mangé le Yomi Yomi no Mi, ce qui lui a permis de revenir d'entre les morts. Il dit aussi que quelqu'un lui a volé son ombre, et donc il ne peut pas être exposé à lumière du soleil. Un fantôme apparaît soudainement dans la cuisine, et les Chapeau de Paille découvrent qu'ils ont été pris pour cible par le fantôme de Thriller Bark.                                                                             |                                                                                                 |                                                |                                                                 |                       |
| 339 | Les phénomènes étranges se succèdent ! Débarquement à Thriller Bark.                            | 怪現象ぞくぞく！スリラーバーク上陸             | Kaigenshō zokuzoku ! Surirābāku jōriku                          | 20 janvier 2008       |
| [Chapitre 443-444] - Lorsqu'un fantôme apparait, effrayant tout le monde à bord, une secousse se fait sentir. Les membres de l'équipage viennent d'être faits prisonniers du bateau-île Thriller bark. Un énorme navire, sombre, vieux, endommagé et sinistre. |                                                                                                 |                                                |                                                                 |                       |
| 340 | Cet homme est un génie à ce qu'on dit ! Hogback se manifeste!                                   | 天才と呼ばれた男！ホグバック現る！             | Tensai to yobareta otoko ! Hogubakku awararu !                  | 27 janvier 2008       |
| [Chapitre 445-446] - Usopp, Nami, et Chopper traversent la forêt de Thriller Bark, où ils sont attaqués par un groupe de zombies avant d'atteindre enfin la maison du chirurgien Dr. Hogback et de son assistante Cindy. Le médecin commence à agir bizarrement puis il est mentionné que Brook est arrivé sur l'île. Le Thousand Sunny, quant à lui, se fait prendre dans une toile d'araignée géante. |                                                                                                 |                                                |                                                                 |                       |
| 341 | Nami en grand danger ! Le manoir des zombies et l'homme invisible.                              | ナミ大ピンチ！ゾンビ屋敷と透明人間             | Nami dai pinchi ! Zonbi yashiki to tōmei ningen                 | 3 février 2008        |
| [Chapitre 446-447] - Nami se fait attaquer par Absalom qui fuit. Le reste de l'équipage du Chapeau de Paille débarque sur l'ile. Hogback dévoile son plan de capturer tous l'équipage. Nami, Usopp et Chopper sont bloqués face aux zombies du manoir. |                                                                                                 |                                                |                                                                 |                       |
| 342 | Le mystère des zombies. Le labo cauchemardesque de Hogback !                                    | ゾンビの謎！悪夢のホグバック研究所             | Zonbi no nazo ! Akumu no Hogubakku kenkyūjo                     | 10 février 2008       |
| [Chapitre 447-448-449] - Après avoir échappé aux zombies du manoir, Nami, Chopper et Usopp se retrouvent dans la chambre de Cindry et découvrent sa vraie identité. Quelques instants plus tard, ils découvrent le laboratoire du Dr Hogback ainsi que ses expériences. À l’extérieur du manoir, Luffy, Zoro, Robin, Franky et Sanji sont arrivés au cimetière et viennent de mettre K.O tous les zombies s'y trouvant. De retour dans le manoir, un mystérieux samouraï les surprend en train d'espionner le Dr Hogback. Il avait la même voix que Brook.   |                                                                                                 |                                                |                                                                 |                       |
| 343 | Il s'appelle Moria ! Le piège du grand pirate voleur d'ombres.                                  | その名はモリア！影を握る大海賊の罠             | Sono na wa Moria ! Kage o nigiru dai kaizoku no wana            | 17 février 2008       |
| [Chapitre 448-449] - Après avoir battu les zombies, les Chapeaux de Paille apprennent que l'un des 7 Grands Corsaires, Gecko Moria, a été voler les ombres des gens, et les utilise pour donner vie à des zombies. Après leur départ, Absalom rallie les zombies ensemble pour l'attaque de nuit, tandis que les fantômes retournèrent auprès de leur maître, Perona. Gecko Moria lui-même, un homme massif, presque géant, se réveilla. Les Chapeaux de Paille viennent à la conclusion que Thriller Bark n'est pas une île, mais plutôt, un navire massif. |                                                                                                 |                                                |                                                                 |                       |
| 344 | Le banquet de la chanson des zombies ! La cloche de la chasse nocturne sonne un glas ténébreux. | ゾンビ歌の饗宴！夜討ちの鐘は闇の音             | Zonbi song no kyōen ! Youchi no kane wa yami no oto             | 24 février 2008       |
| [Chapitre 450] |                                                                                                 |                                                |                                                                 |                       |
| F9 | One Piece épisode de Chopper : Le Miracle des cerisiers en hiver                                | エピソード オブ チョッパー+ 冬に咲く、奇跡の桜 | Episōdo obu Choppā Purasu: Fuyu ni Saku, Kiseki no Sakura       | 1er mars 2008         |
| 345 | Des animaux partout ? Le jardin des merveilles de Perona.                                       | 動物いっぱい？ペローナの不思議の庭             | Dōbutsu ippai ? Perona no wonder garden                         | 2 mars 2008           |
| [Chapitre 451] |                                                                                                 |                                                |                                                                 |                       |
| 346 | L'équipage au chapeau de paille disparaît ! Un mystérieux sabreur apparaît.                     | 消える麦わら一味！現れた謎の剣士！             | Kieru mugiwara ichimi ! Arawareta nazo no kenshi !              | 9 mars 2008           |
| [Chapitre 452] |                                                                                                 |                                                |                                                                 |                       |
| 347 | Gentleman, quoi qu'il arrive ! Le zombie traître prêt à protéger Nami.                          | 残る騎士道！ナミを守る裏切りゾンビ             | Nokoru kishidō ! Nami o mamoru uragiri zonbi                    | 16 mars 2008          |
| [Chapitre 453] |                                                                                                 |                                                |                                                                 |                       |
| 348 | Il surgit du ciel ! Escrimeur, gentleman et fredonneur à ses heures.                            | 空から参上！剣狭ハナウタはあの男！             | Sora kara sanjō ! Kenkyō hanauta wa ano otoko !                 | 23 mars 2008          |
| [Chapitre 454] |                                                                                                 |                                                |                                                                 |                       |
| 349 | Situation de crise pour Luffy ! Le devenir de la plus puissante des ombres !                    | ルフィ緊急事態！最強の影の行き先！             | Rufi kinkyū jitai ! Saikyō no kage no ikisaki !                 | 30 mars 2008          |
| [Chapitre 455] |                                                                                                 |                                                |                                                                 |                       |
| 350 | Le guerrier à la réputation de démon ! Oz revient à la vie !                                    | 魔人と呼ばれた戦士！！オーズ復活の時           | Majin to yobareta senshi !! Ōzu fukkatsu no toki                | 20 avril 2008         |
| [Chapitre 456] |                                                                                                 |                                                |                                                                 |                       |
| 351 | Un sommeil long de 500 ans ! Oz ouvre les yeux !                                                | ５００年ぶりの目覚め！！オーズ開眼！！         | Gohyakunen buri no mezame !! Ōzu kaigan !!                      | 27 avril 2008         |
| [Chapitre 457] |                                                                                                 |                                                |                                                                 |                       |
| 352 | Assez de conviction pour supplier pour sa vie ! Brook protège sa coupe afro !                   | 信念の命乞い！！アフロを守るブルック           | Shinnen no inochigoi !! Afro o mamoru Burukku                   | 4 mai 2008            |
| [Chapitre 458] |                                                                                                 |                                                |                                                                 |                       |
| 353 | La promesse d’un homme ne meurt jamais ! Pour toi, mon ami qui m’attends au loin.               | 男の誓いは死なず！！遠い空で待つ友へ           | Otoko no chikai a shinazu !! Tōi sora de matsu tomo e           | 11 mai 2008           |
| [Chapitre 458-459] |                                                                                                 |                                                |                                                                 |                       |
| 354 | Je reviendrai te voir, sois en sûr ! Brook et le cap de la promesse.                            | 必ず会いに行く！！ブルックと約束の岬           | Kanarazu ai ni iku !! Burukku to yakusoku no misaki             | 18 mai 2008           |
| [Chapitre 459] |                                                                                                 |                                                |                                                                 |                       |
| 355 | L'essentiel à sauver : La bouffe, Nami, nos ombres. La contre-attaque rageuse de Luffy.         | メシとナミと影！！ルフィ怒りの大反撃           | Meshi to Nami to kage !! Rufi ikari no dai hangeki              | 25 mai 2008           |
| [Chapitre 460] |                                                                                                 |                                                |                                                                 |                       |
| 356 | Usopp serait-il le plus fort ? Être négatif, c'est son affaire !                                | ウソップ最強？ネガティブは任せとけ             | Usoppu saikyō ? Negative wa makasetoke                          | 1er juin 2008         |
| [Chapitre 461] |                                                                                                 |                                                |                                                                 |                       |
| 357 | Mort subite des Généraux Zombies ! Oz est d'humeur pour l'aventure !                            | 将軍ゾンビ瞬殺！！オーズは冒険気分！！         | Shōgun zonbi shunsatsu !! Ozu wa bōken kibun !!                 | 8 juin 2008           |
| [Chapitre 462-463] |                                                                                                 |                                                |                                                                 |                       |
| 358 | Sanji le chevalier enflammé ! Un bon coup de pied dans cette fausse cérémonie.                  | 炎の騎士(ナイト)サンジ！！蹴り潰せ偽りの挙式   | Honō no kishi (naito) Sanji !! Keritsubuse itsuwari no kyoshiki | 15 juin 2008          |
| [Chapitre 463] |                                                                                                 |                                                |                                                                 |                       |
| 359 | Le lien de l'invisibilité ? Le rêve volé de Sanji !                                             | スケスケの因縁？奪われたサンジの夢             | Suke Suke no innen ? Ubawareta Sanji no yume                    | 22 juin 2008          |
| [Chapitre 464] |                                                                                                 |                                                |                                                                 |                       |
| 360 | Un héros à la rescousse ! L'ennemi est une princesse immortelle.                                | 助けて英雄！？ 敵は不死身のプリンセス          | Tasukete hero !? Teki wa fujimi no Purinsesu                    | 29 juin 2008          |
| [Chapitre 465] |                                                                                                 |                                                |                                                                 |                       |
| 361 | La bête noire de Perona ! L'usurpateur signe d'un U qui veut dire Usopp'".                      | ペローナ恐怖！？嘘のウはウソップのウ           | Perona kyōfu !? Uso no U wa Usoppu no U                         | 6 juillet 2008        |
| [Chapitre 466] |                                                                                                 |                                                |                                                                 |                       |
| 362 | Les sabres dansent sur le toit ! Zoro contre Ryuma – épilogue.                                  | 屋根に舞う斬撃！！決着ゾロＶＳリューマ         | Yane ni mau zangeki !! Ketchaku Zoro tai Ryūma                  | 13 juillet 2008       |
| [Chapitre 466-467] |                                                                                                 |                                                |                                                                 |                       |
| 363 | Chopper en colère ! La médecine diabolique du docteur Hogback.                                  | チョッパー激怒！！ ホグバック魔の医術          | Choppā gekido !! Hogubakku ma no ijutsu                         | 20 juillet 2008       |
| [Chapitre 468] |                                                                                                 |                                                |                                                                 |                       |
| 364 | Le rugissement d'Oz ! Montrez-vous, pirates au chapeau de paille.                               | オーズ吼える！！出て来い麦わらの一味           | Ōzu hoeru !! Detekoi mugiwara no ichimi                         | 3 août 2008           |
| [Chapitre 469] |                                                                                                 |                                                |                                                                 |                       |
| 365 | L'ennemi est Luffy ! Le plus puissant des zombies contre les pirates au chapeau de paille.      | 敵はルフィ！！最強ゾンビ対麦わら一味           | Teki wa Rufi !! Saikyō zonbi tai Mugiwara ichimi                | 10 août 2008          |
| [Chapitre 470] |                                                                                                 |                                                |                                                                 |                       |
| 366 | Vaincre Absalom !! Le coup de foudre d'amitié de Nami !                                         | 倒れろアブサロム！！ナミ友情の雷撃！！         | Taorero Abusaromu !! Nami yūjō no raigeki !!                    | 17 août 2008          |
| [Chapitre 471] |                                                                                                 |                                                |                                                                 |                       |
| 367 | Et de un à terre ! Une technique secrète ? L'arrimage des Chapeau de Paille !                   | 奪えダウン！！必殺麦わらドッキング？           | Ubae daun !! Hissatsu Mugiwara dokkingu ?                       | 24 août 2008          |
| [Chapitre 472] |                                                                                                 |                                                |                                                                 |                       |
| 368 | Une invasion silencieuse ! Le mystérieux visiteur, Kuma le tyran.                               | 足音なき襲来！！ 謎の訪問者•暴君くま           | Ashioto naki shūrai !! Nazo no hōmonsha • Bōkun Kuma            | 31 août 2008          |
| [Chapitre 473] |                                                                                                 |                                                |                                                                 |                       |
| 369 | Oz plus Moria - Force et intelligence, le pire des mélanges                                     | オーズ+モリア 力と頭脳の最凶合体               | Ōzu pulasu Moria Chikara to zunō no saikyō gattai               | 7 septembre 2008      |
| [Chapitre 474] |                                                                                                 |                                                |                                                                 |                       |
| 370 | Un plan secret pour tout renverser ! L'apparition de Nightmare Luffy !                          | 逆転への秘策 ナイトメア•ルフィ見参             | Gyakuten e no hisaku – Naitomea• Rufi kenzan                    | 14 septembre 2008     |
| [Chapitre 475-476] |                                                                                                 |                                                |                                                                 |                       |
| 371 | L'équipage au Chapeau de Paille est anéanti. Le plein potentiel du fruit Kage Kage              | 壊滅、麦わら一味 カゲカゲの能力全開            | Kaimetsu, mugiwara ichimi – Kage Kage no nōryoku zenkai         | 21 septembre 2008     |
| [Chapitre 476-477] |                                                                                                 |                                                |                                                                 |                       |
| 372 | La bataille ultime commence ! Luffy contre Luffy !                                              | 超絶バトルスタート！ ルフィVSルフィ            | Chōzetsu batoru sutāto ! Rufi tai Rufi                          | 28 septembre 2008     |
| [Chapitre 478-479] |                                                                                                 |                                                |                                                                 |                       |
| 373 | Le dénouement est proche ! Un coup de grâce à donner !                                          | 決着迫る！ たたき込め、とどめの一撃            | Kecchaku semaru ! Tatakikome, todome no ichigeki                | 5 octobre 2008        |
| [Chapitre 480-481] |                                                                                                 |                                                |                                                                 |                       |
| 374 | Les corps se désintègrent ! Le soleil darde ses premiers rayons sur l'île des cauchemars !      | 肉体が消える！ 悪夢の島に射す朝日！            | Karada ga kieru ! Akumu no shima ni sasu asahi !                | 12 octobre 2008       |
| [Chapitre 481-482] |                                                                                                 |                                                |                                                                 |                       |
| 375 | Les crises s'enchaînent ! Ordre d'extermination des pirates au Chapeau de Paille !              | 終わらない危機！麦わら一味抹殺指令             | Owaranai kiki ! Mugiwara ichimi massatsu shirei                 | 19 octobre 2008       |
| [Chapitre 483] |                                                                                                 |                                                |                                                                 |                       |
| 376 | Tout repousser. Le pouvoir Nikyu-Nikyu de Kuma.                                                 | すべてを弾く くまのニキュニキュの能力          | Subete o hiku - Kuma no Nikyu Nikyu no nōryoku                  | 9 novembre 2008       |
| [Chapitre 484] |                                                                                                 |                                                |                                                                 |                       |
| 377 | La douleur de mon ami sera mienne. Zoro se prépare au pire.                                     | 仲間の痛みは我が痛み ゾロ決死の戦い            | Nakama no Itami wa Waga Itami – Zoro Kesshi no Tatakai          | 16 novembre 2008      |
| [Chapitre 485] |                                                                                                 |                                                |                                                                 |                       |
| 378 | Une promesse très lointaine. La chanson des pirates et la petite baleine.                       | 遠い日の約束 海賊の唄と小さなクジラ            | Tōi hi no yakusoku – Kaizoku no uta to chīsana kujira           | 23 novembre 2008      |
| [Chapitre 486] |                                                                                                 |                                                |                                                                 |                       |
| OVA 2 | One Piece: Romance Dawn Story                                                                   | ONE PIECE ロマンス ドーン ストーリー           | ONE PIECE Romansu Dōn Stori                                     | 21 septembre 2008     |
| OVA se déroulant entre l'arc Thriller Bark et l'arc Archipel des Sabaody. |                                                                                                 |                                                |                                                                 |                       |
| 379 | Le passé de Brook – Tristes adieux à de joyeux compagnons.                                      | ブルックの過去 陽気な仲間悲しき別れ            | Burukku no kako – Yōki na nakama kanashiki wakare               | 30 novembre 2008      |
| [Chapitre 487] |                                                                                                 |                                                |                                                                 |                       |
| 380 | Le bon rhum de Binks. Une chanson qui relie le passé au présent.                                | ビンクスの酒 過去と現在をつなぐ唄              | Binkusu no sake – Kako to genzai o tsunagu uta                  | 7 décembre 2008       |
| [Chapitre 487-488] |                                                                                                 |                                                |                                                                 |                       |
| 381 | Un nouveau compagnon ! Brook, musicien et fredonneur.                                           | 新たな仲間！音楽家・鼻唄のブルック             | Aratana Nakama! Ongakuka – Hanauta no Burukku                   | 14 décembre 2008      |
| [Chapitre 489-490] |                                                                                                 |                                                |                                                                 |                       |

## Saison 11

### ArcSpa Island
L'équipage au chapeau de paille prend quelques vacances dans une station balnéaire construite en pleine mer lorsqu'ils tombent sur une vieille connaissance...
| No                 | Titre français                                                                           | Titre japonais                        | Titre japonais                                         | Date de 1re diffusion |
| No                 | Titre français                                                                           | Kanji                                 | Rōmaji                                                 | Date de 1re diffusion |
| ------------------ | ---------------------------------------------------------------------------------------- | ------------------------------------- | ------------------------------------------------------ | --------------------- |
| 382                | La menace Ramollo. Le retour de Foxy le renard argenté                                   | ノロノロの脅威 銀狐のフォクシー再び   | Noro Noro no Kyōi – Gingitsune no Fokushī Futatabi     | 21 décembre 2008      |
| [Filler]           |                                                                                          |                                       |                                                        |                       |
| 383                | La grande chasse au trésor ! Spa Island est anéanti !                                    | お宝大争奪戦！ 崩壊！スパアイランド号 | Otakara Daisōdatsusen! Hōkai! Supairando-gō            | 28 décembre 2008      |
| [Filler]           |                                                                                          |                                       |                                                        |                       |
| 384                | Brook tombe sur un os. Le difficile chemin pour devenir un véritable ami                 | ブルック大奮闘 真の仲間への道険し？   | Burukku Daifuntō – Shin no Nakama he no Michi Kewashi? | 11 janvier 2009       |
| [Filler]           |                                                                                          |                                       |                                                        |                       |
| 385                | À la moitié de Grand Line ! Red Line nous tend les bras !                                | 偉大なる航路半周到達！赤い土の大陸    | Gurand Rain hanshū tōtatsu! Reddo Rain                 | 18 janvier 2009       |
| [Chapitre 490]     |                                                                                          |                                       |                                                        |                       |
| 386                | Une dent contre les Chapeaux de Paille. Duval, l'homme au masque de fer, fait son entrée | 麦わら一味憎し 鉄仮面のデュバル登場   | Mugiwara ichimi nikushi – Tetsu kamen no Dyubaru tōjō  | 25 janvier 2009       |
| [Chapitre 490-491] |                                                                                          |                                       |                                                        |                       |
| 387                | Des retrouvailles sous le signe du destin ! Il faut sauver l'homme-poisson prisonnier    | 因縁の再会！囚われの魚人を救い出せ    | Innen no saikai! Toraware no gyojin o sukuidase        | 1er février 2009      |
| [Chapitre 492-493] |                                                                                          |                                       |                                                        |                       |
| 388                | Tragédie ! La vérité cachée derrière le masque de Duval                                  | 悲劇！仮面に隠されたデュバルの真実    | Higeki! Kamen ni kakusareta Dyubaru no shinjitsu       | 8 février 2009        |
| [Chapitre 493-494] |                                                                                          |                                       |                                                        |                       |
| 389                | Une grosse explosion ! La super arme secrète du Sunny : le Graou Canon                   | 炸裂！サニー号の超秘密兵器ガオン砲    | Sakuretsu! Sanī-gō no chō-himitsuheiki Gaon hō         | 15 février 2009       |
| [Chapitre 494-495] |                                                                                          |                                       |                                                        |                       |

### Épisodes français
1. 1 2 3 4 5 6 7 8 9 10 11 12 13 14 15  Épisodes 326 à 340, kana.fr
2. 1 2 3 4 5 6 7 8 9 10 11 12 13 14 15  Épisodes 341 à 355, kana.fr
3. 1 2 3 4 5 6 7 8 9 10 11 12 13 14 15  Épisodes 356 à 370, kana.fr
4. 1 2 3 4 5 6 7 8 9 10 11 12 13 14 15 16 17 18 19  Épisodes 371 à 389, kana.fr